# Maltská konvence
Maltská konvence neboli Úmluva o ochraně archeologického dědictví Evropy je mezinárodní dohoda, jejímž cílem je především ochrana evropského archeologického kulturního dědictví, sjednocení různorodých přístupů jednotlivých států a podpora výměny informací a zkušeností. Úmluva byla podepsána v maltské Vallettě dne 16. ledna 1992, v platnost vstoupila dne 25. května 1995.
Cílem úmluvy je ochraňovat archeologické dědictví „jako zdroj evropské kolektivní paměti a jako nástroj historického a vědeckého studia“ (článek 1). Součástí archeologického dědictví jsou podle Maltské konvence „jakékoli stopy po lidstvu z minulých období, jejichž uchování a studium umožňuje sledovat vývoj historie lidstva a jeho vztah k přirozenému prostředí“. To zahrnuje veškeré stavby, konstrukce, skupiny budov, zastavěná území, movité objekty a další památky, nacházející se jak na souši, tak pod vodou (článek 1).
Zúčastněné strany se zavazují právně zajistit ochranu archeologického dědictví a zabránit nezákonným a neodborným vykopávkám i jinému narušování archeologického dědictví (článek 2, 3 a 4). Při archeologickém výzkumu by měly být upřednostňovány nedestruktivní metody (článek 3).
Článek 5 pojednává o účasti archeologů na tvorbě územních plánů tak, aby byly minimalizovány nepříznivé dopady stavební činnosti na archeologické dědictví. Každá zúčastněná strana se také zavazuje zajistit veřejné financování archeologických výzkumů (článek 6) a zamezit nezákonnému obchodování s archeologickým dědictvím (článek 10).
Úmluva dále signatáře zavazuje k rozvoji vzdělávacích aktivit, k podpoře zpřístupnění archeologických památek a rozvíjení veřejného povědomí o hodnotě archeologického dědictví (článek 9), k publikaci a výměně informací o prováděných výzkumech (články 7 a 8) i ke vzájemné technické a vědecké pomoci prostřednictvím výměny zkušeností a expertů (článek 12).
Maltská konvence je v případě rozporů nadřazena národním zákonům, v případě ČR Zákonu o státní památkové péči.  

## Ratifikační proces v České republice
Jménem České republiky byla Úmluva podepsána ve Štrasburku dne 17. prosince 1998. Po schválení smlouvy Parlamentem ČR a podepsání prezidentem byla ratifikační listina uložena u generálního tajemníka Rady Evropy 22. března 2000. Pro Českou republiku vstoupila Úmluva v platnost dne 23. září 2000.